# Arpiola
Arpiola (o Arpiola-Pianfurcano) è una frazione del comune italiano di Mulazzo, nella provincia di Massa-Carrara, in Toscana.
È la frazione principale del comune di Mulazzo, perché ospita la sede municipale.

## Storia
La frazione di Arpiola si è sviluppata principalmente nel corso del XX secolo nel territorio dell'antico borgo di Pianturcano (o Pianfurcano), nel punto in cui si trovavano varie case coloniche e poderi poste lungo la strada che portava a Mulazzo.

## Monumenti e luoghi d'interesse

### Chiesa di San Giuseppe
La chiesa di San Giuseppe è la chiesa parrocchiale di Arpiola. L'edificio è stato edificato nel corso degli anni sessanta del XX secolo, contemporaneamente allo sviluppo urbano della frazione. La chiesa, realizzata in muratura portante intonacata, possiede un'unica navata voltata, con copertura a capanna. La facciata decorata possiede un piccolo rosone e due vetrate poste ai lati dell'ingresso.

### Chiesa di "Sancti Petri ad Pisciulam"
In località San Pietro, presso il podere Bonini, vicino all'autostrada A15, si trovano i resti dell'antica chiesa di epoca romana di Sancti Petri ad Pisciulam ovvero "San Pietro presso il fiume". Di questa antica chiesa rimane solo un muro, in quanto demolita dalla Autocamionale della Cisa S.p.A., la ditta della A15, al momento della costruzione dell'autostrada.